# Euxoa ursina
Euxoa ursina là một loài bướm đêm trong họ Noctuidae.